# Apanteles hiberniae
Apanteles hiberniae är en stekelart som beskrevs av Kurdjumov 1912. Apanteles hiberniae ingår i släktet Apanteles och familjen bracksteklar. Inga underarter finns listade i Catalogue of Life.